# Provincetown Players

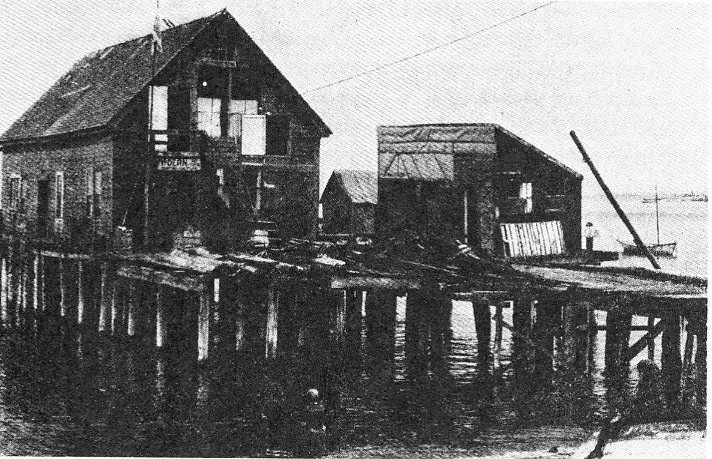
Lewis Wharf in Provincetown, Ort der ersten Aufführungen

Die Provincetown Players waren ein Zusammenschluss von Künstlern, Schriftstellern, Intellektuellen und Laienspielern. Unter der Leitung des Ehepaars George Cram „Jig“ Cook und Susan Glaspell aus Iowa produzierten die Players zwei Spielzeiten in Provincetown, Massachusetts (1915 und 1916) und sechs Spielzeiten in New York City zwischen 1916 und 1922. Die Gründung des Ensembles wurde als „der wichtigste innovative Moment im amerikanischen Theater“ bezeichnet. Seine Produktionen trugen dazu bei, die Karrieren von Eugene O’Neill und Susan Glaspell zu begründen, und führten das amerikanische Theater in die Moderne.

## Gründung in Provincetown
Die Provincetown Players wurden im Juli 1915 gegründet. Provincetown war zu einem beliebten Sommeraufenthaltsort für zahlreiche Künstler und Schriftsteller geworden, die das Jahr über in Greenwich Village, New York, wirkten. Am 22. Juli veranstaltete eine Gruppe von Freunden, die vom Kommerz des Broadway-Theaters desillusioniert waren, eine Abendunterhaltung mit zwei Einaktern. Constancy von Neith Boyce und Suppressed Desires von Susan Glaspell und George Cram Cook wurden im Haus von Hutchins Hapgood und Neith Boyce aufgeführt.
Die Begeisterung für das Theaterexperiment in Provincetown hielt im Winter 1915/16 an, und die Gruppe plante eine zweite Spielzeit am Lewis Wharf. Die Stücke wurden zum Teil durch eine Abonnementkampagne finanziert, in der Cook das Ziel der Gruppe beschrieb: „Amerikanischen Dramatikern eine Chance geben, ihre Ideen in Freiheit auszuarbeiten“.
In der zweiten Saison wurden Eugene O’Neill und sein Stück Bound East for Cardiff sowie Trifles von Susan Glaspell vorgestellt.

## New York City
Im September 1916, bevor sie Massachusetts verließen, traf sich die Gruppe und gründete unter der Leitung von Cook und John Reed offiziell „The Provincetown Players“ und beschloss, eine Spielzeit in New York City zu bestreiten. Jig Cook wurde zum Präsidenten der neu gegründeten Organisation gewählt. Die Players hatten die Absicht, „eine Bühne zu errichten, auf der Dramatiker mit aufrichtigen, poetischen, literarischen und dramatischen Absichten ihre Stücke in Aktion sehen und ihre Produktion beaufsichtigen konnten, ohne sich der Interpretation des öffentlichen Geschmacks durch kommerzielle Manager zu unterwerfen“.
Die Players entwickelten ein Theaterangebot, bei dem alle zwei Wochen während einer 21-wöchigen Spielzeit drei neue Einakter produziert wurden.
In der Spielzeit 1917–18 traten Edna St. Vincent Millay und ihre Schwester Norma den Players als Schauspieler bei. In dieser Spielzeit wurden drei neue Stücke von O’Neill, drei von Glaspell und ihr erstes abendfüllendes Stück, The Athenian Women, geschrieben von George Cram Cook, aufgeführt.
Die Players wurden als Amateurgruppe gegründet und ließen zunächst keine Kritiker zur Besprechung ihrer Stücke zu, in der Hoffnung, ihren experimentellen Charakter zu schützen. Doch während ihrer ersten New Yorker Spielzeit äußerten einige Mitglieder den Wunsch, ihre Arbeit als professionelle Schauspieler zu sehen. Schließlich stimmten sie dafür, Kritikern Eintrittskarten für die Aufführungen zu gewähren, obwohl einige Gründungsmitglieder diese Art der Bewertung als Kriterien des kommerziellen Theaters und damit als Verstoß gegen die Mission von The Players ansahen. Am Ende der dritten New Yorker Spielzeit beschlossen Cook und Glaspell, sich für ein Sabbatjahr (1919–1920) von den Players zu trennen. Während des Sabbaticals wurde das Tagesgeschäft des Theaters von der Geschäftsführerin Mary Eleanor Fitzgerald, allen als „Fitzi“ bekannt, und James Light geleitet.

## Erfolge, Entwicklungen, Auflösung
Eugene O’Neills The Emperor Jones eröffnete die Spielzeit 1920–21 und war über Nacht ein Erfolg. Die Besetzung wurde von Charles Gilpin angeführt, der als erster afroamerikanischer Berufsschauspieler in einem überwiegend weißen Ensemble in den Vereinigten Staaten auftrat. Alexander Woollcott schrieb in der New York Times, The Emperor Jones sei eine „außerordentlich eindrucksvolle und dramatische Studie über panische Angst“. O’Neills Stück „verstärkt den Eindruck, dass er, was Kraft und Originalität angeht, keinen Rivalen unter den amerikanischen Bühnenautoren hat.“
Der kommerzielle Erfolg untergrub den kollektiven Geist des Experimentierens, auf dem die Provincetown Players aufgebaut worden waren. Da der Druck, kommerziell erfolgreich zu sein, immer größer wurde und keine neuen Dramatiker zu ihnen kamen, um sie zu fördern, baten Cook und Glaspell, die „Provincetown Players“ zu gründen, um den Namen zu schützen. Sie verließen die Gruppe 1922, um nach Griechenland zu reisen, nachdem O’Neill Cook als Regisseur seines Stücks The Hairy Ape entlassen hatte und sie das Gefühl hatten, dass er die Players unentschuldigt als Probelauf für das Stück am Broadway benutzte. Obwohl die Spielzeit 1921–1922 zu Ende ging, ohne dass öffentlich bekannt wurde, dass Cook und Glaspell das Theater verlassen hatten, kündigten die Players für die Spielzeit 1922–1923 eine Auszeit an. Cook versprach zwar seinen Abonnenten schriftlich eine im Oktober 1923 beginnende Spielzeit, doch blieb er mit Glaspell in Griechenland, und die ursprünglichen Provincetown Players wurden nicht mehr aktiv.
1923 beschlossen die wichtigsten Mitglieder der Provincetown Players, sich offiziell aufzulösen. Jig Cook hatte bereits vor seinem Weggang im Jahr 1922 an das Ensemble geschrieben, dass sie „dem Theater, das sie geliebt hatten, einen guten Tod gegeben“ hätten.

## Bewegung der „kleinen Theater“
Die Bewegung der kleinen Theater in Amerika entstand als Reaktion auf die laue Unterhaltung, die das kommerzielle Theater bot. In dem Bestreben, ein Massenpublikum anzusprechen, gingen die Broadway Theater mit unerprobten Stücken und Dramatikern selten ein Risiko ein. Die Little Theaters, dahingegen, boten Stoff von sozialer Bedeutung eine Bühne. Die kleinen Bühnen arbeiteten überwiegend im Stil des sozialen Realismus.

## Künstler im Umfeld der Provincetown Players
Djuna Barnes, Theodore Dreiser, Susan Glaspell, Robert Edmond Jones, Edna St. Vincent Millay, Eugene O’Neill, John Reed, Wallace Stevens, Marjory Lacey-Barker, Cleon Throckmorton und Charles Demuth.